# Cabadbaran
Cabadbaran é uma cidade de sexta classe de renda da cidade na província Agusan do Norte, nas Filipinas. De acordo com o censo de 1 maio  de  2020 possui uma população de 80 354 pessoas e 19 224 domicílios. . Faz parte do Primeiro Distrito Eleitoral da província de Agusan do Norte situada na Região Administrativa de Caraga, também denominada Região XIII.

## Geografia
Município ribeirinho do mar de Bohol na baía de Butuan, situado no centro da província e fronteiriço com a de Agusan do Sul.
Percorre o termo o rio de Cabadbaran que nasce no monte Nabaho (1.860 msnm) sito no município de Jabonga. Terreno plano na estreita faixa costeira e montanhoso ao este com a sua máxima cota no monte Hilonghilong (2.012 msnm).
Seu termo linda ao norte com os municípios de Tubay e de Santiago; ao sul com os de Magallanes e de Remedios T. Romuáldez; ao este com a província de Agusan do Sul, município de Sibagat; e ao oeste com a baía de Butuan.

### Barangays
O município da cidade de Cabadbaran divide-se, aos efeitos administrativos, em 31 Barangays ou bairros, conforme à seguinte relação:
O núcleo urbano está formado por 12 bairros.
| - Antonio Lua - Bay-ang - Bayabas - Caasinan - Cabinet - Calamba-Old Calamba, Nueva Calamba, Malico, Ampayon e lugar de Calulutay. - Calibunan - Comagascas - Concepcion | - Del Pilar - Katugasan - Kauswagan - La União - Mabini - Mahaba - População 1.º, Jose Rizal - População 2.º, Sampaguita - População 3.º | - População 4.º, Perpétuo Socorro - População 5.º, A. Bonifacio - População 6.º, - População 7.º, - População 8.º, Corrente de Amor - População 9.º, | - População 10.º, Cabo - População 11.º, - População 12.º, Sunflower - Puting Bato - Sanghan - Soriano - Tolosa |  |

## Economia
Agricultura, centrada na produção de arroz e  comércio de abacá.

## História
Encontraram-se o longo dos antigos arroio de Caasinan, Cambuayon e Capudlusan vestígios que acreditam a existência de povoadores no Século XII a.C.. São contemporâneos dos encontrados pelos arqueólogos na cidade de Butuan.
Em 1867, Cabadbaran foi mencionado pela primeira vez na história como um povo eleito pelas autoridades espanholas para se converter numa a redução denominada A Reunião de Cabarbaran, onde foram acolhidos índios procedentes de Bunawan, Talacogon e Solibao.
A Reunião foi dissolvida em 1879 regressando alguns dos seus habitantes aos seus lugares de origem, enquanto outros foram a Tubay.
Entre os anos de 1880 e 1881 o sacerdote católico Saturnino Urios restaura a redução, à que denomina Tolosa em honra da sua cidade natal na Espanha, capital de Guipúscoa de 1844 a 1854.
A redução incrementa sua população ao acolher imigrantes procedentes de Visayas.
Em 1880, sendo Tenente do Bairro Eduardo Curato, Cabadbaran solicita às autoridades espanholas converter-se em município,    objectivo conseguido a 31 de janeiro de 1894, sendo governador das Filipinas Ramón Blanco e Erenas, Marqués de Peña Plata. O novo município recebe o nome de Tolosa
No final do século XIX  Tolosa fazia parte da Capitânia político-militar de Butúan no Terceiro Distrito ou província de Surigao com sede em Surigao. O distrito compreendia o NE. e Leste da ilha de Mindanau e, ademais, as de Bucas, Dinágat, Ginatúan, Gipdó, Siargao, Sibunga e vários islotes.
Em 1901 chegam as forças de ocupação estadounidenses depois da retirada das forças filipinas de Agusan,  Andres Atega capitula forçado pela superioridade do inimigo.
Baixo a tutela estadounidense, Tolosa, a proposta de Andres Atega, muda seu nome pelo de Cabadbaran.
A 16 de junho de 1967 a província de Agusan divide-se em duas: Agusan do Sul e Agusan do Norte.
a 28 de julho de 2007, baixo a liderança do clã dos Amantes, Cabadbaran converteu em cidade.

## Cultura
- Dagkot Festival, festa em honra da patrona da cidade, Nossa Senhora de Candelaria. Durante uma semana realizam-se atividades sócio-cívicas, eventos desportivos, feiras e um grande dança da rua com desfile.
- Dia da Cidade (Charter Day Celebration)  a cada 28 de julho comemora-se o otorgamento do título de cidade ao município.